# Aventure malgache
 (juillet 2025).
Pour plus de détails, voir Fiche technique et Distribution.
Aventure malgache est un court-métrage de propagande britannique réalisé par Alfred Hitchcock, sorti en 1944.

## Synopsis
À Londres, trois comédiens se préparent à monter sur scène. L'un des trois doit interpréter un officier allemand, mais il ne saisit pas bien les nuances de ce personnage. Alors, son collègue Clarusse lui raconte son histoire, afin qu'il puisse s'inspirer d'un personnage réel.
Avant de devenir comédien, il exerçait la profession d'avocat à Madagascar et l'une des affaires qu'il plaida l'amena à accuser de corruption Michel, directeur de Sûreté générale de l'île. Sur ces entrefaites, l'armistice est proclamé par le maréchal Pétain. Pour les anciens combattants résidant dans l'île, il demeure hors de question de se soumettre. Un moment, l'autorité militaire penche de leur côté, mais l'intervention légaliste de Michel la ramène sous le giron de Vichy.
Clarusse organise la résistance et, en particulier, les départs clandestins de l'île que le gouverneur a coupée du reste du monde. Dénoncé, il est jeté en prison, puis exilé au Sahara. Par chance, le bateau qui le conduit loin de Madagascar est intercepté par un navire britannique.
En mai 1942, les Britanniques débarquent à Diego-Suarez et libèrent Madagascar.
Malgré ses tentatives de ralliement au nouveau pouvoir, Michel est emprisonné.

## Fiche technique
- Réalisation : Alfred Hitchcock
- Production : M. O P., 1944, G. B., ministère de l'Information (British Ministry of Information)
- Pays d'origine : Royaume-Uni
- Directeur de la photographie : Günther Krampf
- Musique : Benjamin Frankel
- Décors : Charles Gilbert
- Studios : Associated British
- Format : Noir et blanc - son mono
- Genre : Guerre
- Durée : 30 minutes
- Date de sortie : 1944

## Distribution
- Paul Bonifas : Michel - Chef de la Sureté
- The Moliere Players (troupe d'acteurs français réfugiés en Angleterre)

## Production
Le court-métrage est avec Bon Voyage l'un des deux films de propagande d'Alfred Hitchcock. Il est produit par le ministère de l'Information britannique dans le but de soutenir la Résistance intérieure française.